# Aurora (système d'arcade)
Pour les articles homonymes, voir Aurora.
Aurora est un système d'arcade développé par Sega Sammy en collaboration avec les sociétés  R&D Team and SI-Electronics dans le but de faire fonctionner leurs pachinkos, pachislots et jeux d'arcade et d'être également distribué à des fabricants ayant besoin d'une solution multimédia complète. Ce système a été commercialisé en 2005. 

## Description
Ce système d'arcade est basé sur la console de jeux vidéo de salon Dreamcast. Le système Aurora est conçu sur un SoC de la société Renesas appelé SH3707. Il incorpore les technologies des entreprises ayant travaillées sur le projet Dreamcast, entre autres. Le processeur central du SoC est un Hitachi SH-4 déjà utilisé par Sega, par exemple sur le Naomi, Naomi 2 ou Hikaru. Le processeur vidéo est un PowerVR MBX+VGP de chez Imagination Technologies. Des puces audio intégrées fournissent un son ADPCM,.
Le système fonctionne sous un environnement Linux 2.6 permettant une haute qualité d'opérations multi-tâches. Cette version de Linux a été remaniée pour mieux fonctionner avec le SH-4. Le logiciel de développement des jeux propose une librairie graphique 3D spécialement créée pour ce système pour permettre un développement simple. Ce système est comparé à une araignée du fait que tous les périphériques sont reliés directement au système (la connexion n'est ni JAMMA, ni JVS).

## Spécifications techniques

### Processeur
- System-on-a-chip Renesas SH3707 avec processeur son processeur vidéo et processeur principal intégré
  - Processeur central : Hitachi SH-4 32-bit RISC cadencé à 300 MHz
  - Processeur vidéo : Imagination Technologies PowerVR MBX+VGP cadencé à 150 MHz
  - Processeur audio : son ADPCM

### Capacités
- Rendu: 10 millions de polygones par seconde
- Taux d'affichage : 150M millions de pixels par seconde
- Résolution maxi : 1280×1024

### Système d'exploitation
- Linux 2.6 personnalisé

### Connectique
- Ethernet
- USB

## Liste des jeux
| Titre                              | Développeur | Éditeur | Système | Genre | Date |
| ---------------------------------- | ----------- | ------- | ------- | ----- | ---- |
| Beatle DASH!                       | Sega        | Sega    | Aurora  |       | 2008 |
| Dinosaur King                      | Sega        | Sega    | Aurora  |       | 2005 |
| Marine and Marine                  | Sega        | Sega    | Aurora  |       | 2008 |
| Thomas the Tank Engine and Friends | Sega        | Sega    | Aurora  |       | 2006 |